# Befektetéshez kötött életbiztosítás
A befektetési egységekhez kötött életbiztosítás (unit-linked life insurance) Magyarországon az 1990-es évek közepétől terjedt el. Jellemzője, hogy az ügyfelek számára nyújtott vegyes életbiztosítási szolgáltatásokat a befektetési lehetőségekkel kombinálja. Ez utóbbiakat befektetési alapokon keresztül teszi, amelyekbe a biztosító a szerződő választása szerint fekteti a befizetett díjakat. Az életbiztosítás lejártakor esedékes kifizetés összege a felhasznált alapok hozamától függ. A befektetési egységekhez kötött életbiztosítás azonban nem egyenlő a befektetési alappal. Sokszor hallani, hogy a unit-linked biztosítás egyesíti magában a vegyes életbiztosítások (kifizetés halálesetkor vagy a szerződés lejártakor) és a befektetési alapok által kínált előnyöket. A szerződő (a biztosító ügyfele) az életbiztosítás tartama alatt - általában csekély díjfizetés fejében - tetszőlegesen és saját igényei szerint átcsoportosíthatja megtakarítását és jövőbeni befizetéseit a felkínált alapok között. A unit-linked biztosítás jellemzően hosszútávra szóló, a visszavásárlás sajátosságai miatt nehezebben tehető készpénzzé, befektetési elemet is tartalmazó biztosítás, a hozzá kötődő ügyfélköltségek is jelentősen különböznek a befektetési alapokéitól.

## Története és bemutatása
A unit-linked életbiztosítás az 1950-es években alakult ki Angliában. Jelentős térnyerése a 80-as évektől indult meg a fejlett országokban, és mára Nyugat-Európában elterjedt megtakarítási formává vált. Magyarországon megjelenése óta egyre fontosabb helyet foglal el az életbiztosítási és megtakarítási piacon, 2010 első negyedévében a biztosítók 119 milliárd forintos életági díjbevételéből 78 milliárd forintot tett ki.
A befektetési egységekhez kötött életbiztosítások elsősorban megtakarítási célú termékek, és csak másodsorban kockázati biztosítások. Sok unit-linked termék esetében lehetőség van arra is, hogy valódi kockázati biztosítást ne is vegyen igénybe a biztosított személy.

## Előnyei

### Alakítható befektetés
Az életbiztosításba befizetett díjak - az esetleges kockázati díjak levonása után - az ügyfél által, a biztosító kínálatából választott befektetési alapokban kerülnek elhelyezésre. A kínálat mára rendkívül széles, így mindenki megtalálhatja az igényeinek megfelelő kockázatú és hozamkilátású alapot. A biztosítás szerződőjének a biztosítás tartama alatt bármikor lehetősége van a befektetésének átrendezésére is.

Mára egyre több biztosító kínál a befektetési alapok mellé befektetés támogató szolgáltatást is, mint például a tőzsdei stop-loss és start-buy funkcióhoz hasonlító árfolyamfigyelés.

### Rugalmas megtakarítás
A unit-linked életbiztosítás a hasonló célú vegyes életbiztosításnál lényegesen rugalmasabb, alakíthatóbb, hozzáférhetőbb. Az életbiztosítás az úgynevezett kezdeti évek letelte után (jellemzően 2-3 év) maradékjogokkal rendelkezik. A maradékjogoknak köszönhetően csökkenthető, vagy éppen szüneteltethető a biztosítás díja, valamint az addig összegyűjtött megtakarítás is hozzáférhető.

A rendszeres megtakarításon felül a biztosítás szerződőjének lehetősége van további összegek elhelyezésére is, amiket szabadon oszthat el a kínált befektetési alapok közt.

### Biztosítási védelem
Amellett, hogy a befektetési egységekhez kötött életbiztosítások elsősorban megtakarítási célt szolgálnak, nem elhanyagolható szempont, hogy széles körű kockázati védelmet is nyújthatnak. Ráadásul a unit-linked szerződésekben sok esetben kockázatelbírálás nélkül köthetőek ezek a biztosítások.

## Költségei

### Kezdeti költségek
Az ügyfél befizetéseit a biztosító 2 részre bontja: az első 2-3 év befizetéseiből a kezdeti befektetési egységeket, a többi év befizetésből felhalmozási befektetési egységeket képez. A díjfizetési időszak alatt a kezdeti befektetési egységek nagy részét kezdeti költségek címen elvonja. Általában ez a legnagyobb elem a szerződés költségstruktúrájában.

### Adminisztrációs költség / nyilvántartási díj / számlavezetési díj
Az életbiztosítás kezelési költségeit fedezi. Mértéke havonta néhány száz forinttól 1000 forintig terjed.

### Alapkezelői díj
A befektetési alapok kezelésének költségeit fedezi. Mértéke az összes befektetési egység aktuális értékének 1-2%-a évente.

### Hozamosztozkodás
Az árfolyammozgásból adódó nyereségnek csak egy részét írhatja jóvá az ügyfél számláján, a többi részét a biztosító költségként elvonja. Az árfolyammozgásból adódó veszteséget az ügyfél viseli teljes mértékben.

### Eladási és vételi árfolyamkülönbség
A biztosítók a befektetési egységekre külön eladási illetve vételi árfolyamot határozhatnak meg. A különbözet mértéke 3-5%.

### Biztosítási kockázati díj
A biztosítási kockázat függvényében felszámított díj. Mértéke teljesen egyedi, függ többek között a szerződés szolgáltatásaitól és az ügyfél életkorától.

## Díjfizetési időszak lejárata előtti megszüntetés
A biztosító külön meghatározza a szerződés aktuális értékét illetve visszavásárlási értékét. A díjfizetési időszak lejárata előtti visszavásárlás érték az aktuális értéknek egy töredéke. Ennek gyakorlati jelentősége, hogy a biztosító az eredetileg vállalt díjfizetési időszak (minimum 10 év) esetén jelentkező teljes költség nagy részét mindenképpen elvonja, függetlenül attól, meddig élt a szerződés.

## Típusai
A unit-linked biztosításokat két szempont szerint csoportosíthatjuk. Egyrészt a biztosítás tartama szerint, másrészt a biztosítási díj szerint.

A tartam szerint:

- Tartamos biztosítás: Az életbiztosítás fix lejárati tartammal rendelkezik. A biztosító és a biztosítás szerződője a szerződés megkötésekor megállapodnak benne, hogy a biztosító mikor teljesíti a szolgáltatást (mikor fizeti ki a befektetés eredményét). Ha a biztosítás előbb felmondásra kerül, az ügyfélnek jellemzően némi "büntetéssel" kell számolnia, a biztosító nem fizeti ki a teljes összeget.
- Whole-life biztosítás: A biztosító és ügyfele egy minimális megtakarítási időszakban állapodnak meg. A tartam lejártakor nem szűnik meg a szerződés, nem teljesít kifizetést automatikusan a biztosító, de utána az ügyfél bármikor kérheti a szolgáltatást (kifizetést). A minimális tartam lejárta előtti megszűnés esetén az ügyfél nem kapja meg a teljes összeget, csak a szerződés visszavásárlási értékét.

Biztosítási díj szerint:

- Folyamatos díjas szerződés: A biztosítás szerződője egy meghatározott biztosítási díj folyamatos fizetését vállalja a tartam/minimális tartam időszakára.
- Egyszeri díjas szerződés: Az ügyfél egyetlen díj megfizetését vállalja a szerződés idejére, melyet a biztosító az ügyfél döntésének megfelelően befektet.

## Adózása
Jelenleg Magyarországon a pénzügyi befektetéseken elért nyereség után kamat-, illetve hozamadót kell megfizetni, melynek mértéke egységesen 15%.
A unit-linked esetében a befektető részben vagy egészben mentesülhet jelen adó megfizetése alól az alábbi szabályok szerint:
1. Az adó felét (10%-ot) kell csak megfizetni amennyiben:

- a 4 évnél régebben befizetett díjak kerülnek részvisszavásárlásra
- a szerződés legalább 5 éves, és kifizetéssel megszűnik

2. Nem kell megfizetni az adót amennyiben:

- a 6 évnél régebben befizetett díjak kerülnek részvisszavásárlásra
- a szerződés legalább 10 éves, és kifizetéssel megszűnik